# Modèle du Guangdong

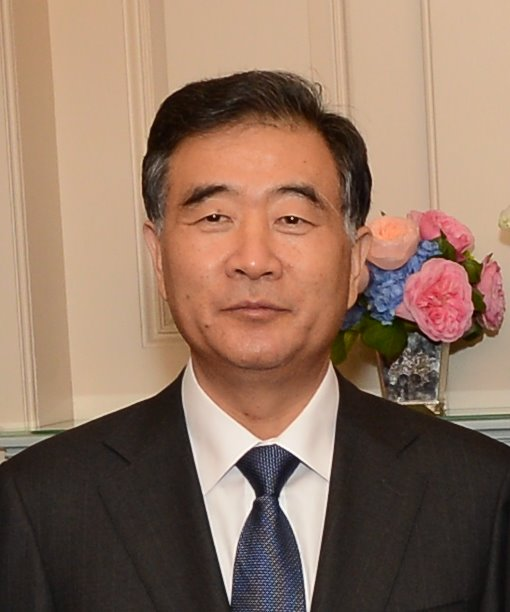
Wang Yang, fondateur et organisateur du modèle du Guangdong

Le modèle du Guangdong est une politique économique et sociale menée par le parti communiste chinois dans la province du Guangdong, dans le sud de la Chine. Il est dirigé Wang Yang, membre du bureau politique du parti communiste chinois et secrétaire du parti dans la province. Le modèle commence en 2007 et perdure jusqu'au départ de Wang en 2012. Après cette date, Wang devient vice premier-ministre et les politiques du modèle son étendues dans le pays. Ce modèle politique est permis par le système décentralisé et régionaliste de la république populaire de Chine, laquelle laisse une large autonomie à ses cadres depuis les réformes de gouvernance collective de Deng Xiaoping.
Le modèle du Guangdong est un considéré comme libéral, laissant plus de liberté aux citoyens et aux entreprises. Sous la présidence de Hu Jintao, et sous l'administration Hu-Wen, ce modèle est mit en concurrence avec le modèle de Chongqing, un système étatiste, paternaliste,conservateur et neo-maoiste.

## Description
L'une des principales caractéristiques du modèle de Guangdong est le rôle accru qu'il accorde à la société civile, notamment aux ONG et aux syndicats. Durant son mandat, Wang Yang a incité les syndicats à défendre plus activement les droits des travailleurs et à s'engager dans des négociations collectives, ce qui s'est traduit par une série de grèves dans le delta de la rivière des Perles en 2010. Wang a alors exprimé sa sympathie à l'égard des manifestants, et les grèves ont été réglées par des augmentations de salaire substantielles pour les travailleurs. Selon le modèle de Guangdong, les organisations non gouvernementales sont soumises à des restrictions moins strictes qu'ailleurs dans le pays, plusieurs catégories d'ONG étant autorisées à s'enregistrer sans parrainage d'une agence gouvernementale. Wang Yang a également fait pression en faveur d'une plus grande transparence des dépenses gouvernementales et d'un plus grand respect de l'État de droit.
Alors que le modèle de Chongqing, lancé par Bo Xilai, le rival politique de Wang, mettait l'accent sur la distribution équitable des richesses, Wang Yang a mis l'accent sur la croissance économique globale, en encourageant l'entreprise privée et les petites et moyennes entreprises, ainsi qu'en mettant en œuvre des réformes économiques qui ont fait progresser la province dans la « chaîne de valeur technologique ».

## Accueil

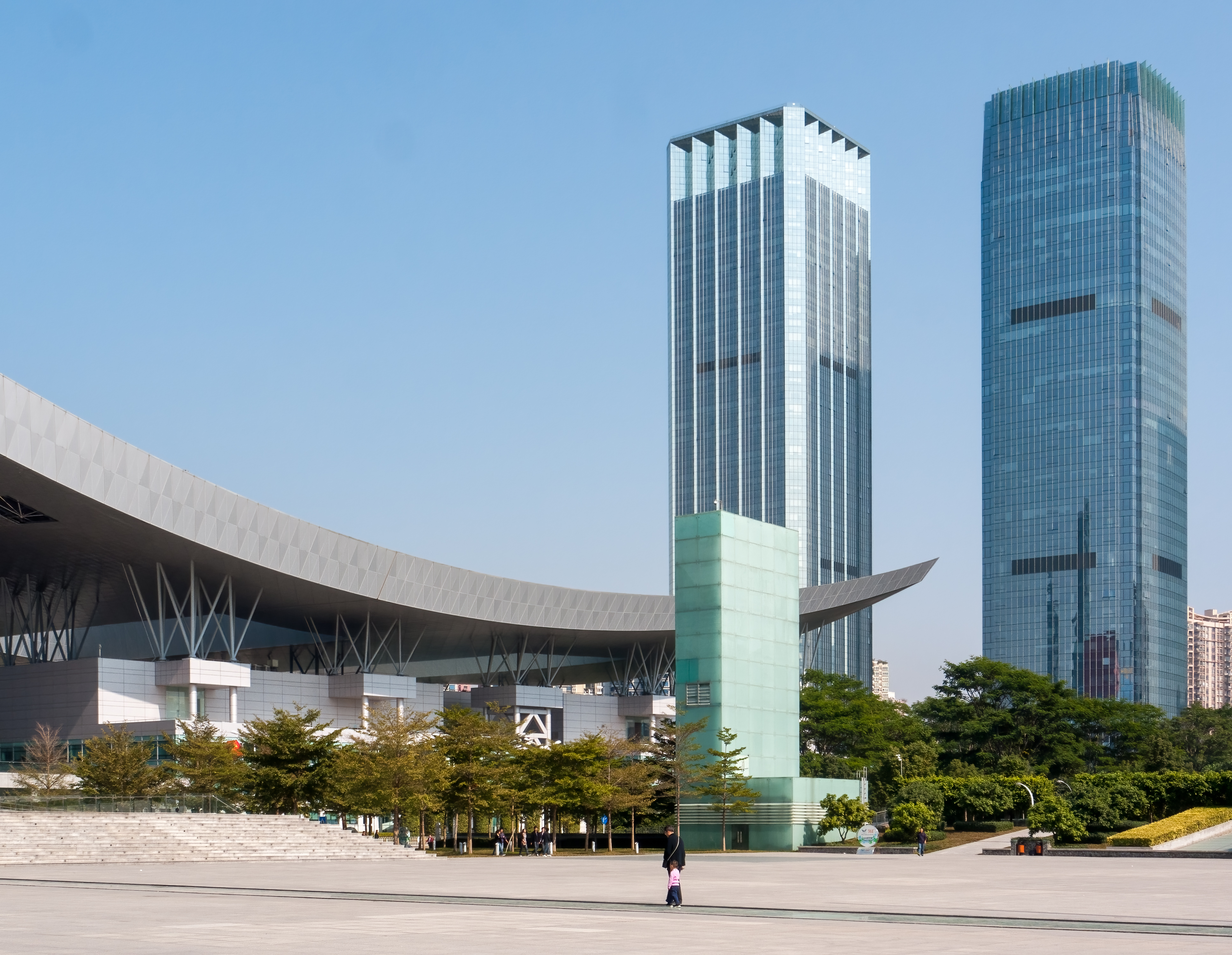
Quartier de Shenzhen, ville du Guangdong et une des villes plus dynamiques de Chine.

Bien que le modèle de Guangdong soit fortement vanté par ses partisans, Wang Yang lui-même est réticent à utiliser ce terme. La province de Guangdong est, historiquement, l'une des provinces chinoises les plus ouvertes sur le plan économique et a accueilli certaines des premières zones économiques spéciales de Chine. Comme le souligne Xiao Bin, professeur d'affaires publiques à l'université Sun Yat-sen, le modèle de Guangdong est ancien et a évolué depuis le début des réformes économiques en Chine à la fin des années 1970 et dans les années 1980.